# ASD Real SM Hyria Nola
Associazione Sportiva Dilettantistica Real Santa Maria Hyria Nola byl italský fotbalový klub sídlící ve městě Nola. Klub byl založen v roce 1925 pod jménem US Nola. Zanikl v roce 2013 sloučením do klubu FC Real Città di Vico Equense. Nejznámějším hráčem co kdy klubu hrál byl Gennaro Iezzo.

## Historické názvy
- 1925 – US Nola
- 1990 – SS Nola
- 1996 – Virtus Nola 1925
- 1997 – Sanità Nola
- 1998 – Comprensorio Nola
- 2002 – Sporting Nola
- 2004 – Boys Nola 2004
- 2007 – Atletico Nola
- 2011 – Nuvla San Felice
- 2012 – ASD Real SM Hyria Nola